# Hermonassa gigantea
Hermonassa gigantea är en fjärilsart som beskrevs av Chen 1989. Hermonassa gigantea ingår i släktet Hermonassa och familjen nattflyn. Inga underarter finns listade i Catalogue of Life.